# Момбалдоне
Момбалдоне (итал. Mombaldone) је насеље у Италији у округу Асти, региону Пијемонт.
Према процени из 2011. у насељу је живело 103 становника. Насеље се налази на надморској висини од 219 м.

## Становништво
Према резултатима пописа становништва 2011. у општини је живело 221 становника.
| 1936. | 1951. | 1961. | 1971. | 1981. | 1991. | 2001. | 2011. |
| ----- | ----- | ----- | ----- | ----- | ----- | ----- | ----- |
| 638   | 611   | 498   | 375   | 332   | 291   | 269   | 221   |